# Acrolithe
Cet article possède un paronyme, voir Acrolithus.

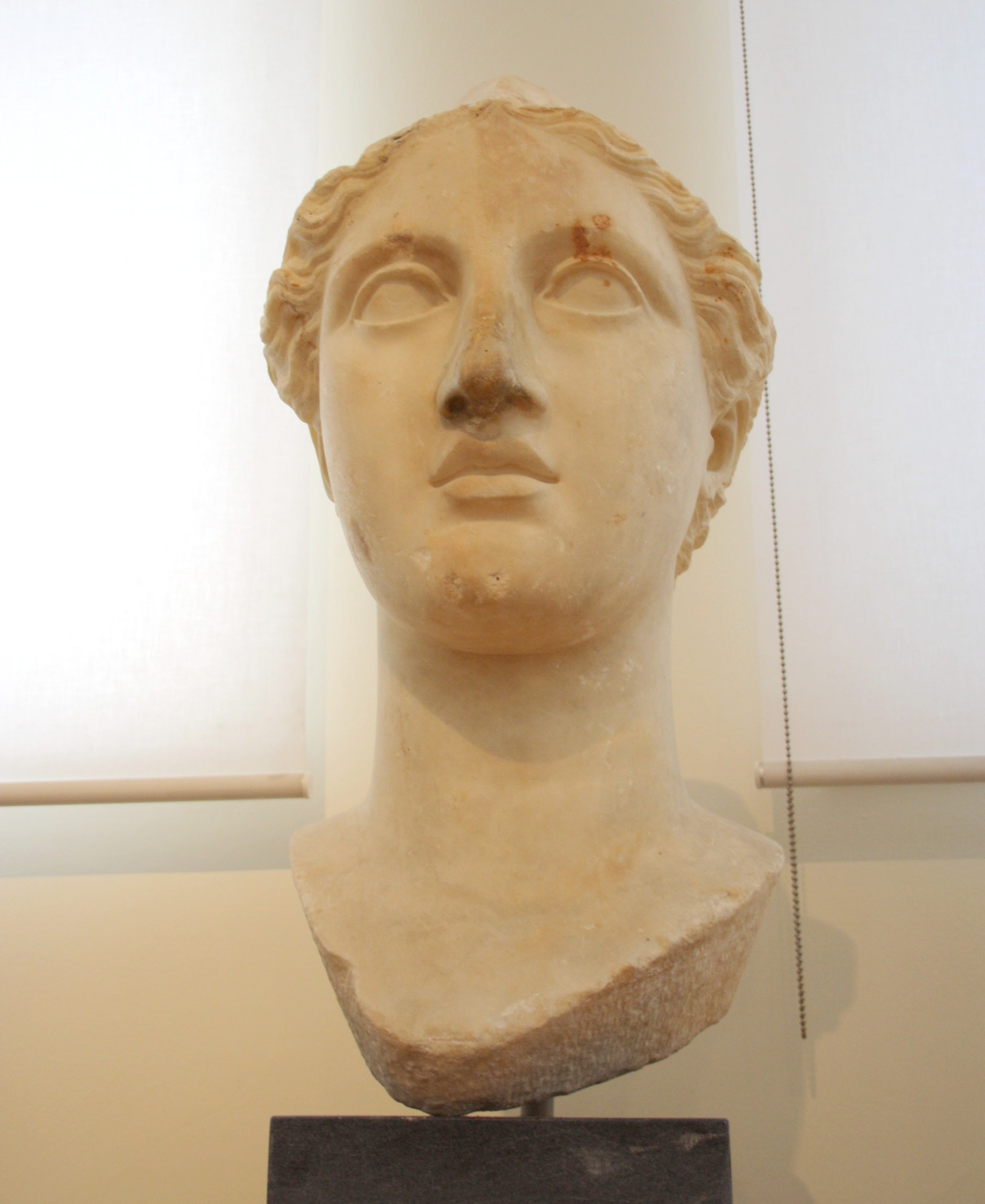
Tête d'une acrolithe d'Athéna (Ier siècle).

Une statue acrolithe (du grec ancien ἀκρόλιθος / akrolithos) est une statue composite en ronde-bosse de l'Antiquité, principalement de la période archaïque grecque, qui a une armature  en bois (hypoxyle) et a ses extrémités en marbre (Pierre). Elle est recouverte de feuilles d’or sur les parties en bois. 
Ce processus est moins coûteux que la chryséléphantine.

## Exemples de sculptures acrolithes
Marbre et autres matériaux :
- Antinous Mondragone
- Colosse de Constantin
- Héra Farnèse
- Acrolithe Ludovisi

Acrolithes possibles :
- Colosse en bronze de Constantin